# George Blossom House
La George Blossom House è una residenza storica situata al 4858 South Kenwood Avenue, nel quartiere Kenwood di Chicago, Illinois. Progettata nel 1892 da Frank Lloyd Wright, la casa è uno dei primi esempi dei cosiddetti "bootleg houses", case realizzate da Wright in modo indipendente mentre lavorava per lo studio di Adler & Sullivan .
La George Blossom House rappresenta un'importante testimonianza dell'evoluzione professionale di Frank Lloyd Wright. Sebbene il design sia più tradizionale rispetto ai suoi progetti successivi, la residenza offre spunti significativi per comprendere le origini del suo stile e la sua capacità di adattarsi alle esigenze dei committenti e del contesto.

## Storia
Durante la sua collaborazione con Louis Sullivan, Wright accettò incarichi privati per integrare il suo stipendio, nonostante fosse vincolato a un contratto quinquennale. Questi progetti, definiti "bootleg", furono realizzati al di fuori delle ore d'ufficio e rappresentano un compromesso tra stili architettonici accademici e alcune idee innovative che sarebbero diventate caratteristiche del suo stile maturo .
La George Blossom House fu commissionata da George Blossom, un facoltoso residente di Chicago. Wright adottò uno stile Colonial Revival per rispettare il contesto architettonico del quartiere, mantenendo un aspetto sobrio e armonioso .

## Progetto architettonico
La George Blossom House presenta una pianta quasi simmetrica. Al piano terra, la disposizione interna comprende una biblioteca, una sala di ricevimento e un salone, che si sviluppano intorno a un ingresso centrale . La facciata occidentale è caratterizzata da una serie di finestre palladiane uniformemente distribuite .
Elementi distintivi includono:
- Conservatorio semicircolare sul retro dell'edificio [2].
- Portico con colonne coperto all'ingresso anteriore [2].
- Camino centrale con un inglenook, elemento che prefigura le caratteristiche tipiche dello stile Prairie di Wright [1].

Nonostante la sobrietà esteriore, gli interni incorporano dettagli che mostrano la transizione verso un'architettura più organica, propria dello stile maturo di Wright .

## Il garage e le modifiche successive
Nel 1907, quindici anni dopo la costruzione della residenza, George Blossom commissionò a Wright la progettazione di un garage situato sul retro della proprietà . Originariamente concepito come una stalla per cavalli con un deposito per mangimi al piano superiore, il progetto fu successivamente rivisto per ospitare automobili . Il garage, a differenza della residenza principale, si distingue per elementi tipici dello stile Prairie, con dettagli che richiamano una casa in miniatura .
Negli anni successivi, furono apportate alcune modifiche alla struttura originale. Un esempio evidente è l'aggiunta di un abbaino sul tetto, documentato nelle fotografie degli anni 1910 .

## Fotografie e documentazione storica
La George Blossom House è stata ampiamente documentata nel corso degli anni attraverso fotografie e planimetrie conservate in diverse istituzioni, tra cui l'Art Institute of Chicago e l'archivio dell'Università della Virginia . Le immagini più antiche risalgono agli anni 1892-1893, quando la casa era appena completata, mentre altre fotografie successive evidenziano i cambiamenti nel contesto urbano, come l'asfaltatura delle strade e l'aggiunta di dettagli architettonici .